# Padkamiennie
Padkamiennie (biał. Падкаменне, ros. Подкаменье, Podkamienje)  – dawna wieś na Białorusi, w obwodzie homelskim, w rejonie wieteckim, około 21 km na wschód od Wietki i 49 km na północny wschód od Homla.
W wyniku katastrofy w elektrowni jądrowej w Czarnobylu i skażenia promieniotwórczego mieszkańcy wsi zostali przesiedleni.
Wieś została oficjalnie zlikwidowana w 2011 roku.